# Toradora!
Toradora! (とらドラ!) é uma série de light novel escrita por Yuyuko Takemiya e ilustrada por Yasu.  A série possui dez volumes, os quais foram lançados entre 10 de março de 2006 e 10 de março de 2009. Eles foram publicados pela ASCII Media Works e impressos pela Dengeki Bunko. Três volumes de uma série de light novel spin-off foram também criados, sendo apropriadamentes denominados de Toradora Spin-off!. A adaptação em mangá por Zekkyō começou a ser serializada em setembro de 2007, pela revista Dengeki Comic Gao! da MediaWorks. O mangá terminou de ser lançado na Dengeki Comic Gao! na edição de março de 2008, porém continuou a ser serializado na revista de mangá Dengeki Daioh da ASCII Media Works na edição de março de 2008.
Um programa de web rádio foi transmitido entre setembro de 2008 e maio de 2009, organizado pela Animate TV. Uma adaptação em anime de 25 episódios foi produzida por J.C.Staff, sendo transmitida no Japão pela TV Tokyo entre outubro de 2008 e março de 2009. Um box de Disco blu-ray contendo um episódio de vídeo animação original foi lançado em 21 de dezembro de 2011. A empresa NIS America licenciou o anime e o lançou em duas coleções de DVD, nos meses de julho e agosto de 2010. Uma visual novel baseada na série foi lançada em abril de 2009 pela Namco Bandai Games para o PlayStation Portable.
O título Toradora! é derivado dos nomes dos dois personagens principais Taiga Aisaka e Ryūji Takasu. Taiga e tora (とら)  são termos japoneses para tigre, enquanto Ryū significa dragão. Uma transcrição da palavra inglesa dragon para o japonês é doragon (ドラゴン)  .

## Enredo
A história de Toradora! começa com o protagonista masculino Ryūji Takasu, que se sente frustrado ao tentar mostrar o seu melhor quando entra no segundo ano do ensino médio. Apesar de sua personalidade gentil, seus olhos o fazem parecer um delinquente intimidador. Isso faz com que Ryūji não tenha esperanças de conseguir uma namorada tão cedo. Depois de receber cumprimentos de sua mãe de manhã, o garoto vai à escola e fica feliz ao descobrir que ficará na mesma classe de seu melhor amigo Yūsaku Kitamura e de Minori Kushieda, por quem é apaixonado. Porém, nesse mesmo dia, ele esbarra acidentalmente na famosa "tigresa de bolso"—Taiga Aisaka—que também está na sua classe e é amiga de Minori.
Logo após conhecer Ryūji, Taiga imediatamente tem uma certa antipatia com ele. Taiga vem de uma família rica, mas ela resolveu sair de casa e viver por conta própria, devido a questões familiares. Ela, por coincidência, está vivendo em um apartamento ao lado da casa de Ryūji. Quando Ryūji descobre que Taiga tem uma queda por Yūsaku e Taiga descobre que Ryūji é apaixonado por Minori, Ryūji sugere que eles se ajudem para ambos conquistarem seus objetivos amorosos. Taiga explora o fato de que Ryūji é capaz de fazer qualquer coisa para ficar próximo de Minori. Ela o faz ser seu servo pessoal, deixando para ele fazer todas as tarefas domésticas (cozinhar e limpar). Taiga passa muito tempo na casa de Ryūji, tanto que ela quase pode ser considerada um membro de sua família. Desde que Ryūji se tornou amigo de Taiga, ele se abriu ao mundo dela e começou a ver um lado da garota que a maioria das pessoas não consegue ver.
Assim, os dois tentam ajudar um ao outro para melhorar a forma que os outros os  vêem. No entanto, as pessoas da escola começam a ficar curiosos sobre essa estranha relação e os boatos começam a se espalhar. Ryūji e Taiga ficam cada vez mais próximos, enquanto o progresso dos objetivos amorosos continuam. Dessa forma, eles descobrem que, na verdade, estão apaixonados um pelo outro e, eventualmente, confessam os verdadeiros sentimentos de amor existentes.

## Personagens

### Personagens principais
Ryūji Takasu (高須 竜児, Takasu Ryūji)
Seiyū: Junji Majima
O protagonista masculino da série. Ryūji é um estudante de 17 anos que está cursando o segundo ano do ensino médio, na classe 2-C. Devido a herança biológica, seus olhos o fazem parecer um delinquente intimidador e isso causa muitos mal-entendidos. Ele é órfão de pai e por viver apenas com sua mãe, aprendeu a ser auto-suficiente. Ryūji é um bom cozinheiro e costureiro, além de  gostar de manter a casa limpa. Ele é apaixonado por Minori Kushieda, uma garota da sua classe. Ele tem um periquito de animal de estimação chamado "Inko-chan" ("Inko" significa literalmente "periquito", em japonês). Na escola, ele é conhecido por ser "a única pessoa capaz de parar a tigresa de bolso", referindo-se ao apelido de Taiga.
Ele possui baixa auto estima, por causa da sua aparência e da forma de como cresceu. Apesar disso, ele é bastante calmo na maioria das situações, além de ser responsável, inteligente e ter muitas qualidades, mesmo quando comparado ao seu melhor amigo, Yūsaku Kitamura. Nas light novels, ele vê um lado afetuoso de Taiga Aisaka que ela esconde de todos. No início, ele intimidava a maioria das pessoas, porém consegue fazer amigos ao decorrer da série.
Taiga Aisaka (逢坂 大河, Aisaka Taiga)
Seiyū: Rie Kugimiya
Taiga é a protagonista feminina da série, bem como uma colega de classe de Ryūji. Devido a sua baixa estatura e ferocidade, ela foi apelidada de "Tigresa de Bolso" (手乗りタイガー, Te Nori Taigā). Taiga fica chateada facilmente e é muito desajeitada, além de possuir uma personalidade tsundere. Devido à sua aparência fofa (descrita ser como uma boneca por Ryūji), ela frequentemente recebe muitas confissões amorosas de garotos, porém ela as rejeita.
Apesar de vir de uma família rica, Taiga define sua vida com seus parentes bastante complicada, por causa de diversos problemas. Ela vivia com seu pai e sua madrasta, porém, constantemente, ela brigava com eles. Assim, ela resolveu sair de casa e começar a viver por conta própria. Por vir de uma família privilegiada, ela não sabe fazer nenhuma tarefa doméstica. Perto do fim da série, os negócios de sua pai vão à falência e ele foge, deixando-a sob os cuidados de sua mãe, que já se casou novamente e tem uma nova família, a qual Taiga tem dificuldade de se aproximar.
Quando ela conhece Ryūji, ele acaba fazendo as tarefas domésticas de sua casa, além de cozinhar para ela. Taiga passa a maior parte do seu tempo na casa de Ryūji, tanto que é considerada um membro de sua família. No início da série, ela é apaixonada pelo melhor amigo de Ryūji, Yūsaku Kitamura, e fica nervosa toda vez que ele está por perto. Devido a isso, Ryūji e Taiga resolvem ajudar um ao outro nos objetivos amorosos.
Minori Kushieda (櫛枝 実乃梨, Kushieda Minori)
Seiyū: Yui Horie
Minori é uma garota da classe de Ryūji, além de ser a melhor amiga de Taiga. Ela também é conhecida pelo apelido "Minorin". Ao contrário de Taiga, que é violenta e brava, Minori sempre está sorrindo e feliz. Ela gosta de praticar esportes, tanto que é capitã do clube de softball da escola. Minori também possui diversos empregos de tempo parcial. Ela anda em dia com a alimentação, definindo-se como uma "guerreira da dieta". Apesar de parecer andar com as cabeças nas nuvens, Minori é muito perspicaz, sendo capaz de ver que Ryūji, na verdade, é bastante gentil e uma das poucas pessoas a não se deixar enganar pelos atos de inocência de Ami. Com tantas emoções e ocupações, Minori mais tarde revela o amor que sentia por Ryūji. Ela tem um irmão mais novo.
Yūsaku Kitamura (北村 祐作, Kitamura Yūsaku)
Seiyū: Hirofumi Nojima
Yūsaku é um garoto da classe de Ryūji e é seu melhor amigo. Ele é o vice-presidente do conselho estudantil, o representante da classe e o capitão do clube de softball da escola. Yūsaku usa óculos e tem uma personalidade diligente. Ele acha que não é bom em falar com as garotas, mas Ryūji acha o contrário. Durante o tempo que ficou como vice-presidente do conselho estudantil, ele acaba se apaixonando pela presidente, Sumire Kanō. Assim como Minori, ele é bastante amigável, embora possa perder o controle rapidamente. Após sua graduação, ele decide estudar na América, por causa de Sumire Kanō.
Ami Kawashima (川嶋 亜美, Kawashima Ami)
Seiyū: Eri Kitamura
Ami é uma amiga de infância de Yūsaku. Ela se transfere para a classe do amigo durante o segundo ano do ensino médio. Ela é bastante bonita e trabalha como modelo, além de ser vista como a mais madura do grupo. Depois de se transferir de escola, ela para temporariamente de trabalhar como modelo. No entanto, ela continua indo a academia para manter seu corpo. Ami é sempre gentil e amável com os outros, mas isso é  apenas uma ilusão. Na verdade, ela tem uma personalidade arrogante, mas tenta esconder dos outros. Taiga e Ami não se dão muito bem, tanto que Ami sempre provoca Taiga quando tem vontade. Mas Taiga não deixa isso barato, uma vez que chama Ami de Baka-chi (Chihuahua  Estúpido). Ami é bastante honesta consigo mesma, tanto que admite que é realmente cruel e que tem inveja de Taiga, uma vez que ela sempre fala a verdade para os outros. Ami brinca que está apaixonada por Ryūji, perguntando se ele poderia a amar de verdade e lhe dar uma segunda chance. Ela tem consciência do que está acontecendo entre os amigos Minori, Ryūji, Taiga e ela mesma.
Yasuko Takasu (高須 泰子, Takasu Yasuko)
Seiyū: Sayaka Ōhara
Yasuko é a mãe de Ryūji e tem 33 anos, mas refere-se a si mesma como uma garota de 23 anos. Embora diga a Ryūji que o pai dele morreu antes de ele nascer, a verdade é que eles nunca se casaram e que ele a abandonou antes de o filho nascer. Ela trabalha em um bar chamado Bishamontengoku, onde atende pelo nome "Mirano" (魅羅乃), e, sozinha, sustenta a família. Dessa forma, ela deixa as tarefas domésticas para Ryūji. Yasuko gosta bastante de Taiga e a trata como um membro da família, ficando bastante chateada quando ela não aparece para o jantar. Ela possui uma personalidade infantil e é fácil de se lidar, embora fique com raiva quando tem que acordar cedo, pois geralmente chega em casa muito tarde.

### Personagens de apoio
Inko (インコ, Inko)
Voz de: Saori Gotō
O periquito de Ryuuji. Seu nome é a palavra japonesa para periquito. Embora aparentemente saudável, ela às vezes parece doente. Apesar de lutar para dizer seu nome simples (uma piada constante ao longo da série), ela tem um bom entendimento da fala humana e pode interagir com seus proprietários e pronunciar palavras muito mais difíceis do que seu nome. Ela parece ser mentalmente inepta.
Yuri Koigakubo (恋ヶ窪 ゆり, Koigakubo Yuri)
Voz de: Rie Tanaka 
Yuri é o professor de sala de aula de Ryuji. Ela tem a reputação de contar longas histórias que o representante da classe Kitamura pára imediatamente para dispensar a classe. Ch. 5 Ela gosta de fazer as coisas no seu próprio ritmo e é tímida em relação à maneira de falar da Taiga. No quinto volume do romance leve, ela fica preocupada em entrar em um relacionamento que o leve ao casamento antes de completar 30 anos, mas quando esse aniversário chega, ela desenvolve uma personalidade distorcida e deprimida, que é ainda mais agravada sempre que Taiga menciona que é solteira . LN 5
Kōji Haruta (春田 浩次, Haruta Kōji)
Voz de: Hiroyuki Yoshino 
Kōji é o colega de classe de Ryuji que tem cabelo comprido. Ch. 6 LN 1 ch. 5 Ele é considerado um 'idiota' da classe e essa opinião é aprofundada por suas notas escolares ruins e comportamento excessivamente enérgico, afirmando coisas óbvias como o quão bonita Ami é. Ch. 47 Suas travessuras infantis costumam ter como alvo Taiga e, como resultado, ele foi vítima de suas explosões violentas. Apesar de seu comportamento excessivamente enérgico, mais tarde na série é revelado que ele tem uma namorada.
Hisamitsu Noto (能登 久光, Noto Hisamitsu)
Voz de: Kazuyuki Okitsu 
Hisamitsu é um aluno do sexo masculino da classe de Ryuji que usa óculos. Ele também estava na classe de Ryuji no ano anterior e se dá bem com ele. Ele é visto pela primeira vez durante o cenário de aquecimento no basquete, onde faz dupla com Minori. LN 1 ch 4, Ch. 4, Ep. 2 Noto começa a desenvolver sentimentos por Maya Kihara após uma discussão que tiveram durante a viagem de esqui de inverno.
Maya Kihara (木原 麻耶, Kihara Maya)
Voz de: Ai Nonaka 
Maya é a atraente colega de classe de Ryuji, que costuma sair com Nanako. Ela é uma kogal e o centro do 'grupo de destaque' de meninas da classe 2-C. Ch. 27 Ela acaba fazendo dupla com Yusaku no aquecimento de basquete. LN 1 ch 4, Ch. 4, Ep. 2 Ela tem uma queda por Yusaku, e ela indiretamente se opõe à ideia de Taiga e Yusaku serem um casal, e quer que Taiga e Ryuji fiquem juntos.
Nanako Kashii (香椎 奈々子, Kashii Nanako)
Voz de: Momoko Ishikawa 
Nanako é uma aluna da classe de Ryuji que costuma sair com Maya e Ami.
Sumire Kano (狩野 すみれ, Kanō Sumire)
Voz de: Yūko Kaida
Sumire é a presidente do conselho estudantil. Ela tem uma personalidade forte e inspira outros alunos a segui-la. Seus pais são donos de um supermercado. Ch. 49 Como ela sempre obtém as melhores notas em suas aulas a cada ano, suas notas se tornam um dos prêmios mais procurados no evento do festival da escola. Ch. 57 Quando ela diz ao conselho que planeja deixar a escola mais cedo para estudar nos Estados Unidos para se tornar um astronauta, Yusaku fica de coração partido por tingir o cabelo e sair do conselho. Vol. 7
Kōta Tomiie (富家 幸太, Tomiie Kōta)
Voz de: Nobuhiko Okamoto
Kota é uma estudante do primeiro ano que é a personagem principal de Toradora Spin-off! . Ele geralmente está infeliz com sua vida. Ele trabalha no conselho estudantil em assuntos gerais e tira boas notas. Quando visto pela primeira vez, ele tem uma ideia completamente errada a que o termo "Mini-Tigresa" se refere, e desenvolve uma paixão insana por Taiga. Mais tarde, ele desenvolve uma paixão por Sakura e, eventualmente, consegue iniciar um relacionamento romântico com ela.

## Mídia

### Light novels
Toradora! começou como uma série de romances leves escritos por Yuyuko Takemiya e desenhados por Yasu . Dez romances foram publicados pela ASCII Media Works sob seu selo Dengeki Bunko entre 10 de março de 2006 e 10 de março de 2009. Existem quatro capítulos adicionais não coletados em volumes; três dos quais apareceram em três antologias de light novels separadas lançadas pela MediaWorks em novembro de 2006, março de 2007 e novembro de 2007, e o último capítulo intitulado Toradora! veio com um animal de pelúcia tigre lançado pela primeira vez em abril de 2007. A Seven Seas Entertainment licenciou a série na América do Norte, lançando o primeiro volume em 8 de maio de 2018.
Três volumes de um spin-off da série regular sob o título Toradora Spin-off! (とらドラ・スピンオフ!)  Também foram criados. O primeiro volume da série spin-off foi lançado em 10 de maio de 2007 e compilou quatro capítulos, três dos quais foram serializados na agora extinta revista de light novel da MediaWorks, Dengeki hp, entre 10 de junho de 2006 e 10 de fevereiro de 2007, e o último capítulo foi escrito especialmente para o lançamento do volume. Um único capítulo da série spin-off, publicado originalmente em fevereiro de 2006 na Dengeki hp, foi incluído no segundo volume da série regular de novelas. Mais capítulos começaram a serialização na Dengeki Bunko Magazine, sucessora da Dengeki HP, em 10 de dezembro de 2007. Os capítulos adicionais da série principal começaram a serialização na mesma revista em 10 de abril de 2008. O segundo volume de Toradora Spin-off! foi lançado em 10 de janeiro de 2009, seguido pelo terceiro volume em 10 de abril de 2010. O terceiro volume foi lançado para comemorar o Ano do Tigre (2010).

### Mangá
A adaptação em mangá foi ilustrada por Zekkyō e começou a ser serializada em setembro de 2007 pela revista de mangá shōnen Dengeki Comic Gao! da MediaWorks. O mangá parou de ser lançado na Dengeki Comic Gao! em março de 2008, mas continuou a ser serializado na revista Dengeki Daioh da ASCII Media Works a partir de março de 2008. O primeiro volume tankōbon foi lançado em 27 de fevereiro de 2008, o qual foi impresso pela Dengeki Comics da ASCII Media Works; a partir de 26 de janeiro de 2023, onze volumes foram lançados. A editora Norte Americana Seven Seas Entertainment publicou o primeiro volume do mangá em março de 2011.

### Programa de web rádio
Um programa de rádio na Internet para promover a série de anime e outras Toradora! mídia intitulada ToradoRadio! (とらドラジオ!, Toradorajio!) ( と ら ド ラ ジ オ!, Toradorajio! ) Exibiu 38 episódios entre 4 de setembro de 2008 e 28 de maio de 2009 no Animate TV . O show foi transmitido online toda quinta-feira, e foi apresentado por Junji Majima e Eri Kitamura que dublaram Ryūji Takasu e Ami Kawashima do anime, respectivamente. O show contou com atores de voz adicionais do anime como convidados.

### Anime
Uma série de anime de Toradora! foi divulgada através de um anúncio na light novel impressa pela Dengeki Bunko da ASCII Media Works, em abril de 2008. O anime foi dirigido por Tatsuyuki Nagai e produzido pelo estúdio de animação J.C.Staff. Toradora! contém 25 episódios, os quais foram ao ar entre 2 de outubro de 2008 e 26 de março de 2009 na TV Tokyo. A série foi transmitida posteriormente na AT-X, TV Aichi, TV Hokkaido, TV Osaka, TV Setouchi e TVQ Kyushu Broadcasting. O anime estreou em 18 de maio de 2009 nas Filipinas através da TV5, sendo o primeiro país a transmiti-lo fora do Japão. O primeiro volume de DVD, contendo os quatro primeiros episódios, foi lançado no Japão em 21 de janeiro de 2009 pela King Records em edições limitadas e regulares. Mais sete volumes de DVDs, cada um contendo três episódios, foram lançados entre 25 de fevereiro e 26 de agosto de 2009, tendo edições limitadas e regulares também. A partir do segundo DVD, foram inclusas curtas, intituladas Toradora SOS!, que apresentavam os personagens em uma versão chibi experimentando diversas comidas. O anime foi licenciado pela NIS America. A série foi compilada em dois volumes de DVD e foi lançada no começo de julho e no final de agosto de 2010. O sexto volume em Disco blu-ray, lançado em 21 de dezembro de 2011 no Japão, continha um original video animation. A série foi exibida na Itália pela Rai 4 entre 28 de abril e 13 de outubro de 2011. A NIS America relançou o anime em Disco blu-ray em 1 de julho de 2014, incluindo a OVA e a dublagem em inglês. MVM Films licenciou a coletânea em blu-ray no Reino Unido.
A primeira abertura do anime foi "Pre-Parade" (プレパレード, Pureparēdo), cantada por Rie Kugimiya, Eri Kitamura e Yui Horie, sendo prosseguida pela canção "Silky Heart", da artista  Horie. O primeiro tema de encerramento foi "Vanilla Salt" (バニラソルト, Banira Soruto), da Horie, seguido pela música "Orange" (オレンジ, Orenji), cantada por  Kugimiya, Kitamura e Horie. Também foi inserida uma música no episódio 19 denominada "Holy Night" (ホーリーナイト, Hōrī Naito), cantada por Kugimiya e Kitamura. A trilha sonora do anime foi lançada em 7 de janeiro de 2009.

### Jogo
Uma visual novel desenvolvida pela Guyzware e distribuída pela Namco Bandai Games baseada em Toradora! para PlayStation Portable foi lançada em 30 de abril de 2009. O jogador assume o papel de Ryūji Takasu, movimentando-se na escola e na cidade, conversando com os personagens e fazendo trabalhos para cumprir  diversos objetivos. O jogo também possui um minigame, em que se joga como Taiga, cujo propósito é tentar afastar os garotos apaixonados por ela.
Taiga é um personagem jogável no RPG Dengeki Gakuen RPG: Cross of Venus para o Nintendo DS, lançado em 19 de março de 2009 no Japão.   Ela também aparece como personagem especial e traje opcional para o personagem principal em ZHP Unlosing Ranger VS Darkdeath Evilman da Nippon Ichi Software para o PlayStation Portable. Taiga também é um personagem jogável no jogo de luta Dengeki Bunko: Fighting Climax, com Ryuji como personagem auxiliar. Ela também aparece em Twinkle Crusaders Starlit Brave, que foi lançado em 30 de setembro de 2010.

## Recepção
O Mainichi Shimbun relatou em abril de 2009 que mais de 3 milhões de cópias da série light novel foram vendidas no Japão. A série de novelas leves foi classificada quatro vezes no livro guia de novelas leves de Takarajimasha Kono Light Novel ga Sugoi! publicado anualmente: sexto em 2007, quarto em 2008 e 2010 e segundo em 2009.   No primeiro concurso Light Novel Award de Kadokawa Shoten realizado em 2007, Toradora! ganhou prêmio na categoria comédia romântica . O sétimo volume da Toradora! novelas leves foi classificado como décimo mais vendido entre dezembro de 2007 e novembro de 2008 pela Amazon.co.jp . O segundo volume da Toradora! manga foi classificada em 28º nas paradas Tohan entre 3 e 9 de março de 2009. Taiga Aisaka se tornou a campeã do oitavo Torneio Anime Saimoe em 2009. The Toradora! anime foi selecionado como trabalho recomendado pelo júri de premiação do décimo terceiro Japan Media Arts Festival em 2009. Em 2009, Rie Kugimiya ganhou o prêmio de Melhor Atriz no terceiro Seiyu Awards, em parte por dublar Taiga Aisaka.

A primeiro DVD de Toradora! ficou em 13º lugar na parada de DVD da Oricon entre 20 e 26 de janeiro de 2009. O segundo DVD ficou em 15º lugar entre 24 de fevereiro e 2 de março de 2009. O terceiro DVD ficou em 27º lugar entre 24 e 30 de março de 2009. O quarto DVD foi classificado em 17º entre 21 e 28 de abril de 2009. O quinto DVD foi classificado em 7º entre 25 e 31 de maio de 2009. O sexto DVD ficou em 11º lugar entre 22 e 28 de junho de 2009. O sétimo DVD ficou em 19º lugar entre 20 e 26 de julho de 2009. O oitavo DVD ficou em 13º lugar entre 24 e 30 de agosto de 2009. Stig Høgset da THEM Anime Review elogia o anime por como ele "realmente resolve o problema de relacionamento que se propôs a fazer, em vez de fraquejar como tantos programas românticos com várias garotas tendem a fazer na tentativa de não deixar as pessoas irritadas ou decepcionadas." Ele também comenta Taiga como o "casamento genético" de Shana de Shakugan no Shana e Louise de Zero no Tsukaima . No entanto, ele também criticou "o comportamento contínuo de Taiga, particularmente em relação a Ryuji" e a introdução do pai de Taiga em que Høgset "sentiu que todo o arco da história me sacudiu".